# Chiesa di Nostra Signora del Rimedio
La chiesa di Nostra Signora del Rimedio è luogo di culto cattolico situato nel quartiere della Foce, in piazza Gaetano Alimonda, nel comune di Genova nella città metropolitana di Genova. La chiesa è sede della parrocchia omonima del vicariato di Carignano-Foce dell'arcidiocesi di Genova. La chiesa è conosciuta dai genovesi anche con l'appellativo di chiesa dell'Angelo poiché dal 1712 l'edificio fu officiato da una confraternita, intitolata all'Angelo custode, che vi rimase per 84 anni.

## Storia e descrizione

### Il primo edificio
Il primo edificio di culto, sorto nei pressi dell'odierna via XX Settembre, nacque dalla volontà del marchese genovese Giovanni Tommaso Invrea che, in fin di vita nel 1650 presso la chiesa di San Carlo alle Mortelle a Napoli, dettò al notaio Matteo Angelo Sparano le sue ultime volontà. Al suo decesso il 22 giugno, con l'apertura del testamento, il marchese destinava un cospicuo lascito per l'erezione di una chiesa, a Genova, da intitolare a Nostra Signora del Rimedio e con le volontà di edificare il nuovo edificio di culto già l'anno successivo alla sua morte. Il 12 giugno del 1651 il canonico prevosto della cattedrale di San Lorenzo, reverendo Carlo Fabrizio Giustiniani, dopo il consenso dell'arcivescovo di Genova, cardinal Stefano Durazzo, inaugurava e benediceva la posa della prima pietra dell'erigenda chiesa.
Forse opera architettonica di Giovanni Antonio Ricca il Vecchio, o di altri architetti come sostengono alcuni storici, l'edificio fu completato nel 1673 con la benedizione dell'altare, il 14 agosto, da parte del reverendo Pietro Maria Berruti. Come dalle ultime volontà del marchese fu eletta del titolo di parrocchiale e collegiata di canonici con bolla pontificia di papa Pio VI del 15 luglio 1796; dal 1º settembre ne presero possesso un abate, dodici canonici e dodici cappellani. La consacrazione della chiesa avvenne il 18 aprile del 1808 ad opera dell'arcivescovo cardinale Giuseppe Spina.
Per esigenze viarie, l'opera di attuazione della nuova via di collegamento, l'odierna via XX Settembre, come da progetto dell'ingegnere e architetto Cesare Gamba, comportò la demolizione della seicentesca chiesa, che avvenne nei primi giorni di maggio del 1898 dopo la sconsacrazione il 25 aprile.

### La nuova chiesa

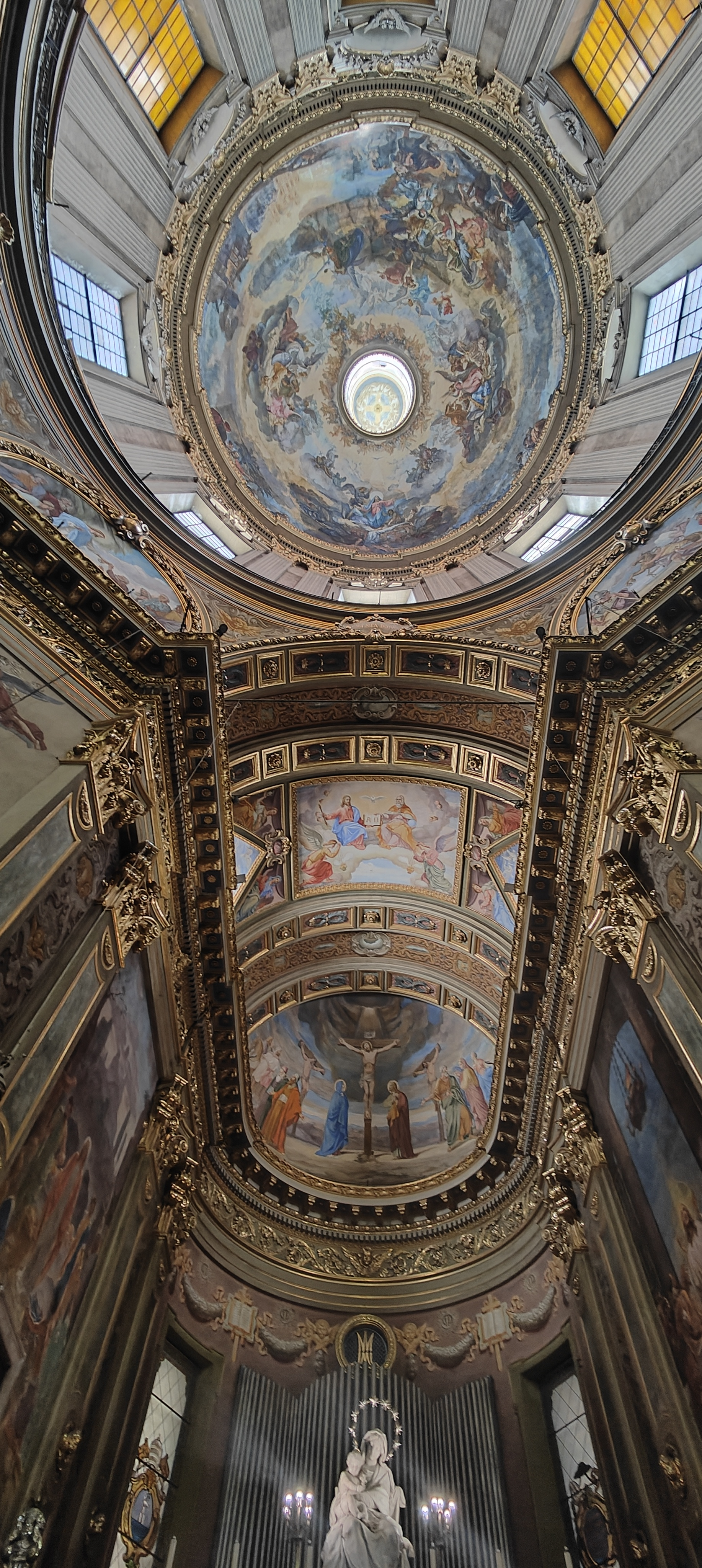
Vista dei dipinti e delle decorazioni interne. Sullo sfondo la zona altare con la statua della Madonna e ancora dietro, l'organo

Le basi per l'edificazione di un nuovo fabbricato religioso furono date, nel 1899, dai marchesi Cattaneo Della Volta con l'acquisto dell'area per l'erigenda chiesa, nella località allora detta Mondo Nuovo, un quartiere che in quel tempo si andava costruendo. Il 4 luglio 1900 l'arcivescovo di Genova, Tommaso Reggio, benedisse la prima pietra di un edificio che, con gli studi degli ingegneri Natale Gallino e Giovanni Battista Odero, incorporava o riproduceva diversi elementi del vecchio impianto seicentesco, nell'ambito però di una costruzione decisamente più ampia, massiccia e rialzata di un piano rispetto a quella precedente. Inaugurata il 17 aprile del 1904, dal 1911 fu parrocchia in loco (l'estensione parrocchiale comprendeva solamente l'attiguo palazzo), ma con un nuovo decreto arcivescovile del cardinale Carlo Dalmazio Minoretti, datato al 19 giugno 1936, la sua giurisdizione fu estesa nel territorio circostante.
Subito dopo la fine della seconda guerra mondiale, fu nominato il nuovo abate parroco Mario Righetti. Per sua iniziativa, il 15 marzo 1946 venne approvato il progetto di decorazione della cupola, affrescata poi da Aldo Locatelli, e, nel 1950, il rifacimento dell'altare maggiore con uno nuovo adorno di fregi bronzei e dorati. La nuova consacrazione è datata al 25 marzo 1955 ad opera del cardinale Giuseppe Siri.
Al suo interno si conserva la tela di Giovanni Andrea De Ferrari, del 1628, raffigurante la Natività e un dipinto di Giovanni Carlone con San Francesco di Paola che venera il crocifisso. Nella chiesa si anche trova un organo a canne costruito negli anni sessanta del XX secolo dalla ditta organaria Parodi e Marin.